# Münsterappel
Münsterappel é um município da Alemanha localizado no distrito (Kreis ou Landkreis) de Donnersbergkreis, na associação municipal de Verbandsgemeinde Alsenz-Obermoschel, no estado da Renânia-Palatinado.